# 390年
| 千纪： | 1千纪 |
| 世纪： | 3世纪 \| 4世纪 \| 5世纪 |
| 年代： | 360年代 \| 370年代 \| 380年代 \| 390年代 \| 400年代 \| 410年代 \| 420年代                                                                      |
| 年份： | 385年 \| 386年 \| 387年 \| 388年 \| 389年 \| 390年 \| 391年 \| 392年 \| 393年 \| 394年 \| 395年                                                |
| 纪年： | 庚寅年（虎年）；东晋太元十五年；前秦太初五年；后燕建興五年；后秦建初五年；西燕中興五年；西秦太初三年；北魏登国五年；后凉麟嘉二年；翟魏建光三年 |

## 大事记
- 慕容麟和拓跋珪在意辛山大破賀蘭部、紇突隣及紇奚三部。
- 塞萨洛尼基屠杀（英语：Massacre of Thessalonica）

## 各国领袖

### 非洲
- 阿克苏姆 -（可能是）埃翁，阿克苏姆国王，具体在位年代不详

### 亞洲
- 中國
  - 东晋 - 晋孝武帝，东晋皇帝，372年－397年
  - 北魏 - 北魏道武帝，北魏皇帝，386年－409年
  - 东扶余 - 馀蔚，东扶余国王，370年－396年
  - 前秦 - 苻登，前秦皇帝，386年－394年
  - 后秦 - 姚苌，后秦皇帝，384年－394年
  - 西秦 - 乞伏乾归，西秦国王，388年－412年
  - 后燕 - 慕容垂，后燕皇帝，384年－396年
  - 西燕 - 慕容永，西燕皇帝，386年－394年
  - 后凉 - 吕光，后凉天王，386年－399年
  - 翟魏 - 翟辽，翟魏天王，388年－391年
  - 仇池 - 杨定，仇池国王，385年－394年
  - 吐谷浑 - 视连，吐谷浑国王，372年－390年
- 朝鮮
  - 百濟 - 辰斯王，百濟国王，385年－392年
  - 高句麗 - 故国壤王，高句麗国王，384年－391年
  - 新羅 - 奈勿王，新羅国王，356年－402年
  - 驾洛（金官伽倻）- 金伊尸品，驾洛国王，346年－407年
- 印度
  - 笈多帝国 - 旃陀罗笈多二世，笈多帝国国王，375年－414年
  - 摩腊婆 - 楼陀罗僧诃三世，塞人西方总督，388年－395年
  - 伐迦陀迦
    - 补罗婆罗补罗-难提伐弹那支系 - 地婆诃罗西那，伐迦陀迦国王，385年－400年
    - 婆蹉瞿尔摩支系 - 文底耶西那，伐迦陀迦国王，355年－400年
- 伊朗（萨珊王朝）- 巴赫拉姆四世，波斯萨珊王朝国王，389年－399年

### 歐洲
- 西罗马帝国 - 瓦伦丁尼安二世，西罗马帝国皇帝，375年－392年
- 东罗马帝国 - 狄奥多西一世，东罗马帝国皇帝，379年－395年

### 美洲
- 玛雅
  - 蒂卡尔 - “蜷鼻王”，蒂卡尔国王，约379年－约411年

## 出生
- 殷景仁 一名鐵，陳郡長平人。中國南朝宋政治人物，受宋文帝重用，官至揚州刺史、尚書僕射。晉太常殷融曾孫。